# 吕鸿安
吕鸿安（1908年10月—1984年5月5日），河北省磁县人，中华人民共和国政治人物。

## 生平
1930年5月加入中国共产党，任中共冀南特委秘书，区委书记。抗日战争时期，历任磁县游击队总支书记、中共磁县县委组织部部长、县委副书记、县委书记、军分区副政委、行署处长、行署副主任。中华人民共和国成立后，担任中共山西省委常委，省委秘书长，省财委副主任，山西太原245厂厂长，后奔赴东北，担任沈阳112厂党委书记。1963年2月至1966年5月，出任中共抚顺市委书记处书记。文化大革命期间受到迫害。1972年10月任抚顺市石油二厂革命会主任、党委书记。1979年3月任中共抚顺市委副书记，市纪委书记，市政协第五届委员会副主席、主席、党组书记。1984年5月5日，因病逝世，享年76岁。